# Tere Recarens
 (octobre 2018).
Tere Recarens est une artiste interdisciplinaire espagnole née en 1967 à Arbúcies. Elle vit à Berlin et expose dans de nombreuses galeries et institutions internationales.

## Biographie
Héritière du Dadaïsme, Tere Recarens vit à Berlin et travaille partout et surtout avec des personnes extérieures à la scène artistique, à la découverte de nouvelles cultures ainsi qu’à la recherche d’elle-même. Tere Recarens cherche à susciter des échanges qui la conduisent parfois sur une résidence, une exposition ou une publication. Elle voyage à travers le temps et les territoires, explorant l'espace ambigu qui unit et sépare l'art du non-art. 
Tere Recarens a étudié de 1983 à 1989 à la Fine Arts and Design at Escola Massana – Centre d'Art i Disseny à Barcelone. 
En parallèle elle continue ses formations à l’École Supérieure d’Art de Grenoble en 1991 et à l’école Supérieure d’Art et de Design à Marseille en 1993. 
Elle a aussi été conférencière pour l'Ecole Supérieure d’Annecy, en France. Elle a également travaillé au MACBA de Barcelone, parmi de nombreuses autres collections privées et publiques.

## Œuvres
En 1996, elle place son appareil photo dans une cour d’immeuble et descend tous les escaliers en 15 secondes, le temps que met l’appareil en position automatique pour prendre la photo donne l’œuvre J’ai réussi. Pour l'année 1996, le Centre d'art La Capella de Barcelone présente l’exposition « Terremoto ». Le visiteur était invité à parcourir la salle en avançant entre des étagères métalliques présentant différentes collections de bocaux, verres, assiettes, plats, récipients et bols, détruits par le déplacement du spectateur sur un sol instable dans une expression de liberté. L’expérience New-yorkaise de Tere Recarens l’encourage à produire Ethereal en 1999 à Hal, Antwerpen. 
En 2008 Tere Recarens partira au Mali, pour découvrir la signification du mot "Tere" en bamanankan, elle y échangera des morceaux de tissus découpés aux habitants de Bamako pour en faire des vêtements, qui ont ensuite été échangés contre des tissus usagés leur appartenant. Tere Recarens a alors assemblé ces tissus. Entre 2009 et 2010 Tere Recarens donne naissance à l'œuvre The river follows its course, accompagné du cinéaste Özay Sahin, elle organise deux voyages de trekking en Turquie. Elle est accompagnée d’un cheval appelé « Amigo » et d’un wagon surplombé par une house servant de bannière afin d’expliciter son action. Celle-ci étant de longer les rivières Pülümur et Munzur pour protester contre les centrales hydroélectriques que la Turquie menace de construire dans la région kurde qui abrite les Alevis. 
Baharestan Carpet en 2017-2018 est un tapis en carton. « Baharestan », peut se traduire par « lieu du printemps », et est aussi le nom le plus communément usité à Téhéran pour désigner le tapis légendaire qui ornait le palais de Ctésiphon. Son dessin représente un jardin divisé en quatre parties autour de quatre thèmes : la littérature persane, la mythologie, l’histoire politique de l’Iran et la place des femmes.  

## Expositions personnelles[3]
- 2018 : Baharestan carpet, Galerie Anne Barrault, Paris
- 2017 : D’ICI À ICI, Hans & Fritz Contemporary, Barcelona
- 2016 : Tere optimiste, art3, Valence, FR
- 2014 : Holy days, Art at Work, Torino, IT
- 2013 : Le ha dao un aire, La Fragua, Belalcazar
- 2011 : El riu segueix el seu curs _ Maa tere manalen, Bòlit-Sant Nicolau, Girona
  - Le fleuve suit son cours, Galerie Anne Barrault, Paris
- 2009 : Myhhr, Fondation Joan Miró, Barcelona
  - Maa tere manalen, Frac-Bourgogne, Dijon (Cat.)
- 2008 : Karma Allumé, Galeria Toni Tàpies, Barcelona
  - Love Kamikaze, Instituto Cervantes, Peking (Cat.)
- 2006 : Tere Recarens, Espacio 5, Centro de Arte Contemporáneo de Málaga (Cat.)
- 2005 : T’Team, Galeria Toni Tàpies, Barcelona (Cat.)
- 2004 : 19 Març 2014, Arts Santa Mònica, Barcelona (Cat.)
  - Shooting Star, Galleria Maze, Turin
  - Blind Man’s Bluff, Invaliden 1, Berlin
- 2003 : Finger Flip, Parker´s Box, New York City
- 2002 : ETC., Galeria Toni Tàpies, Barcelona
- 2001 : The 8 Mistakes, Galleria Maze, Turin (Cat.)
- 2000 : I Was Ready to Jump 1999, Festival A/D Werf, Utrecht
  - In Love, Galeria Javier López, Madrid
- 1999 - Ethereal, Hal, Antwerpen
- 1997 : Prise de Terre, art3 – Centre d’Art Contemporain, Valence (Cat.)
- 1996 : Terremoto, Capella de l’Antic Hospital, Barcelona (Cat.)
- 1994 : Et cauran les dents, Espai 13, Fundació Miró, Barcelona (Cat.)
- 1992 : La gallinita ciega, L’Artesà, Barcelona

## Expositions collectives[3]
- 2018 : FIAC Hors les murs, Jardin des Tuileries, Galerie Anne Barrault, Paris
  - ACCIDENTS NEVER HAPPEN, Hans & Fritz Contemporary/Nomad Lab, Cluj
  - Pareidole, Salon international du dessin contemporain, Hans & Fritz Contemporary, Marseille
  - PLAY, Stadsparcours voor Actuele Kunst, Kortrijk, BE
  - Open Studio, Kooshk Art Residenci, Teheran, Iran
- 2017 : The little Match, Hans and Fritz contemporary, Barcelona
  -  Matèria Primera, Centre d’Art Contemporani Fabra i Coats, Barcelona
  - Entusiasme. El repte i l'obstinació en la col·lecció MACBA. Differents Arts Center in Catalunya
  -  Belle saison, Galerie Anne Barrault, Paris
  - PROTEST, Kunstverein Tiergarten/Galerie Nord, Berlin
- 2016 : PUNK. Sus rastros en el arte contemporáneo, MACBA, Barcelona, Museo Universitario del Chopo, Mejico
  - Crosswords 3, Galerie Jordan/Seydoux, Berlín
  - Agenc y of living organisms, TABAKALERA, Centro Internacional de Cultura Contemporánea, San Sebastian
  - My friends and other animals, Galeria Travesia Cuatro, Madrid
  - SATT, 48 Stunden NeuKölln, Kirschsaal der ev. Brüdergemeine, Berlin
- 2015 : SOS, Signale, 48 Stunden Neukölln, Neukölln Arcaden, Berlin
  - VERNACULARITY, Alternativa, Gdanz, PL
  - PUNK. Sus rastros en la creación contemporánea, CA2M - Centro de Arte Dos de Mayo, Móstoles, Madrid; Artium, Centro-Museo Vasco de Arte Contemporáneo, Vitoria-Gasteiz
- 2014 : 19 Març 2014, Black box. White cube, CA2M – Centro de Arte Dos de Mayo, Móstoles, Madrid
  - 1994–2014 Drawings, Galeria Toni Tàpies, Barcelona
  - The Oracle, Interview Room 11, Edinburgh
- 2013 : Die Kunst des urbanen Handelns, Rotor – Center for Contemporary Art, Graz
  - A Dilemma: Contemporary Art and Investment in Uncertainty, Arts Santa Mònica, Barcelona
- 2012 : LABEDOUZE, Institut Supérieur des Beaux-Arts Besançon/Franche-Comté, Besançon
  - Positioning Osmotic Impulses, Former Prison Neukölln, Berlin
  - Au Boulot!?, Maison des métallos, Paris
  - Teatro de Anatomía, Entre gabinete de las maravillas y micro-salón, RMS El Espacio, Madrid
- 2011 : Pseudoparadigmatika, WUK – Kunsthalle Exnergasse, Vienna
  - DESTINO: BERLIN / ZIELORT: BERLIN, Kunstquartier Bethanien, Berlin (Cat.)
  - The art urban intervention, Galerie Emila Filly, Ústí nad Labem
- 2010 : WNTRSLN, Parker's Box, New York City
  - Antes que todo, CA2M – Centro de Arte Dos de Mayo, Móstoles, Madrid (Cat.)
  - Coup de Ville, WARP – Contemporary Art Platform, Sint-Niklaas (Cat.)
  - Too far east is west!, Nadine – Laboratory for Contemporary Arts, Brusells
- 2009 : steirischer herbst festival, Annenviertel! Die Kunst des urbanen Handelns, Rotor, Graz
  - Printemps de Septembre, LA09 – Espace Saint Cyprien, Toulouse
  - Temps com a matèria. Collecció MACBA, MACBA – Muséu d’Art Contemporani, Barcelona                          
  - Un No por respuesta. Laboratorio 987, MUSAC – Muséo de Arte Contemporáno de Castilla y León
  - ‘Totale Partizipation_Radikale Entspannung’, Galerie IG Bildende Kunst, Vienna
- 2008 : ‘Hier wäre das Leben leicht.’, Art Laboratory, Berlin
  - Arte e investigación, Centro Cultural Montehermoso, Vitoria
- 2007 : No, future, Bloomberg Space, London
  - Attitude, Galerie Iconoscope, Montpellier
  - Société Anonyme, Le Plateau, FRAC d’Île-de-France, Paris (Cat.)
- 2006 : E-Flux, Rental Video, International
  - 4th Berlin Biennale Happiness, Gagosian Gallery, Berlin
- 2005 : ‘I’m travellin’ light’… ‘No, no you don’t travel light’, Gallery Spacement, Melbourne
  - The Gravity in Art, De Appel, Amsterdam                                                                  
  - Standards of Reality, Ben Maltz Gallery, Los Angeles
  - Throb, Parker’s Box, New York City
  - La insurrección invisible de un millón de mentes, Sala Rekalde, Bilbao (Cat.)
- 2004 : Video-Zone2, Second International Video-Art Biennal, Tel Aviv (Cat.)
  - Sur la bonne pente, Galerie Anne Barrault, Paris
  - Parker’s Box, at Loop’04, Barcelona
  - Plain Sight, Bloomberg Space, London
- 2003 : Old Habits Die Hard, Sparwasser HQ, Berlin
  - Sol – Mur – Plafond. Eine Projektgalerie aus Marseille/F, Kunstraum Kreuzberg/Bethanien, Berlin
  - Art 34 Basel, Galeria Toni Tàpies, Basel
  - Stand by, Centro de Arte Laboratorio Alameda, México (Cat.)
  - Monocanal, Museo Nacional Centro de Arte Reina Sofía, Madrid
- 2002 : Projectes 7.2, Arts Santa Mònica, Barcelona (Cat.)
  - Open House, Casino Luxembourg (Cat.)
- 2001 : BOOM!, Playmakers, Manifattura Tabacchi, Florence
  - Vostestaquí, Trienale de Barcelone, Palau de la Virreina, Barcelona (Cat.)
  - Ironia, Fundació Joan Miró, Barcelona, SP and Koldo Mitxelena, Donosti (Cat.)
- 2000 : El espacio como proyecto, el espacio como realidad, XXVI Bienal de arte de Pontevedra (Cat.)
  - Desperate Optimiste, Festival A/D Werf, Utrecht
  - Global Trotters, Can Felipa, Barcelona
- 1999 : Studio Program, P.S.1 & Clock Tower, New York City (Cat.)
  - Subway outside, Artists Space, Swiss Institute, New York City
- 1996 : El sueño de un alquimista, Galeria Alejandro Sales, Barcelona
  - Rencontres nº 8, La Vigie Art Contemporain, Nîmes (Cat.)                                                           
  - Muestra de Arte Joven, Museo Español de Arte Contemporáneo, Madrid (Cat.)
- 1994 : Corpus Delicti, Espai 13, Fondation Joan Miró, Barcelona
  - Franchement, Galerie École supérieure d’Art & Friche Belle de Mai, Marseilles (Cat.)

## Résidences et subventions[3]
- 2018 - Kooshk Art Residenci, Tehran, IR
- 2016 - CAMM, Bamako, ML -Kulturaustausch-Global-Stipendium Bildende Kunst, Berlin
- 2014 - Endjavi-Barbé Art Projects, Shiraz, IRN
  -  AC/E, Acción Cultural Española, Ministerio España
- 2013 - Izara IV, La Fragua, Belalcazar, SP
- 2010 - KREAS, Ajuntament de Girona, SP
- 2008 - FAAP – Fundação Armando Alvares Penteado, Sao Paulo, BR
  -  Projektstipendium Bildende Kunst of Berliner Senat, GER
  -  Project Grant, Centro Cultural Montehermoso, Vitoria, SP
- 2007 - Le Plateau, FRAC d’Île-de-France und Cité des Arts, FR
  - BIAP – Platform China International Artist Residency, Peking, CN
  - Jodquellenhof, Bad Tölz, GER
- 2006 - Goldrausch Künstlerinnenprojekt, Berlin, GER
  - Het Blauwe Huis, IJburg, Amsterdam, NL
- 2004 - Fundación Botín, Santander, SP
- 2003 - Grant for foreign artists, Generalitat de Catalunya, SP
- 2002 - Helps to the Visual Creation, Fundación Arte y Derecho, Madrid
  - Studio Program, Triangle Arts Association, World Trade Center, New York City
- 1998-99 - P.S.1-Grant, Studio Program, New York City, US
- 1997 - art3 – Centre d’Art Contemporain, Valence, FR
- 1993-94 - 3e cycle, École supérieure d’art et de design – Luminy, Marseilles, FR
- 1993 - Acknowledgment and nomination for III Biennal d’art de Girona
- 1992 - Fellowship of École d’Art de Grenoble, Generalitat de Catalunya

## Workshop universitaires et/ou accompagnés d'étudiants[3]
- 2016 - CAMM-BFK, ‘Maa Mali manalen’, Conservatoire des Arts et Métiers Multimédia Balla Fasseké Kouyaté, Bamako, Mali
- 2012 - Derniere Importation, GlogauAIR, Berlin, avec les étudiants de l'ESAAA
- 2011 - ETRANGERS, École régionale des beaux-arts de Besançon, avec les étudiants
  - SPORTWORKSHOP, École Supérieure d’Art de l’Agglomération d’Annecy, avec les étudiants
- 2008 - ARTISTAS DESPORTISTAS, Universidade Federal do Pará, Instituto de Ciencias da Arte, Belém, Brasilien
  - TO CLEAN THE VIEW, FAAP – Fundação Armando Alvares Penteado, Sao Paulo, avec les étudiants
- 2007 - DES CHOSES APPAREMMENT IMPOSSIBLES OU LA RECONCILIATION IMPERTINENTE,
  - Le Plateau, FRAC d’Île-de-France, Paris, avec les étudiants de l'École nationale supérieure des Beaux-Arts Paris

## Enseignements[3]
- 2011-2012 : professeur en visite à l'ESAAA – École Supérieure d’Art de l’Agglomération d’Annecy, FR
- 2010 : artiste en visite à l'HISK – Higher Institute for Fine Arts, Ghent, lecture et visite d'atelier avec les étudiants

## Formations[3]
- 1993–94 3ᵉ cycle, L’école supérieure d’art et de design – Luminy, Marseille, FR
- 1991–92 École Supérieure d'Art de Grenoble, FR
- 1983–89 Fine Arts and Design at Escola Massana – Centre d'Art i Disseny, Barcelona, SP